# Brilliant sign
『Brilliant sign』（ブリリアント・サイン）は、Rirykaの1枚目のオリジナルアルバム。

## 収録曲
1. Perfect tears
  - PCゲーム『Clear -クリア-』イメージソング
2. Blood Knife
  - PCゲーム『アノニマス』OP
3. Bravin' Bad Brew
  - テレビアニメ『Venus Versus Virus』OP
4. In the Dark
  - PCゲーム『THE GOD OF DEATH』OP
5. INNOCENT
  - PCゲーム『ジュエルスオーシャン』OP
6. 優美なる孤独
7. 硝子のLoneliness
  - PCゲーム『Clear -クリア-』OP
8. 夢の終わり
  - PCゲーム『THE GOD OF DEATH』ED
9. あなただけは…
  - PCゲーム『アノニマス』ED
10. オモイノチカラ
  - PCゲーム『友達以上恋人未満』挿入歌
11. Real
  - PCゲーム『Horizont』OP
12. Brilliant Days
  - PCゲーム『Clear -クリア-』ED
13. しずく（アルバムオリジナル）